# Maleo Reggae Rockers & Michael Black Live 2002
Maleo Reggae Rockers & Michael Black Live 2002 – album zespołu Maleo Reggae Rockers wydany w 2003 roku.

## Lista utworów
1. "Słowo"
2. "Nikt"
3. "W Obliczu Aniołów"
4. "Idąc Przez Dolinę Łez"
5. "Święty Szczyt"
6. "Kocham Cię Tak Samo"
7. "Intro Black"
8. "Jah Jah"
9. "Getto Girl"
10. "Irie Daughter"
11. "No Woman No Cry"
12. "Słowo II"
13. "Żyję W Tym Mieście"
14. "Pray"